# Eugene Aserinsky
Eugene Aserinsky (ur. 1921, zm. 22 lipca 1998 w San Diego) – amerykański neurofizjolog. 
Jako doktorant Nathaniela Kleitmana na University of Chicago odkrył w 1953 periodyczność snu i REM. 